# Lauriano
Pour les articles homonymes, voir Lauriano (homonymie).
Lauriano (en français Lavrian) est une commune de la ville métropolitaine de Turin, dans la région Piémont, en Italie.

## Administration
| Période                                  | Période  | Identité     | Étiquette | Qualité |
| ---------------------------------------- | -------- | ------------ | --------- | ------- |
| 15 avril 2008                            | En cours | Matilde Casa | civica    |         |
| Les données manquantes sont à compléter. |          |              |           |         |

### Communes limitrophes
Verolengo, Monteu da Po, San Sebastiano da Po, Cavagnolo, Casalborgone, Tonengo.